# Bärbel Halfmann
Bärbel Halfmann (* im 20. Jahrhundert) ist eine ehemalige deutsche Fußballspielerin. 

## Karriere
Halfmann gehörte dem KBC Duisburg von 1979 bis 1988 als Abwehrspielerin an, mit dem sie zweimal das Finale um die Deutsche Meisterschaft und dreimal das Finale um den Vereinspokal erreichte.
Am 15. Juni 1980 verlor sie mit ihrer Mannschaft auf der Vereinsanlage der SSG 09 Bergisch Gladbach gegen diese mit 0:5 das Finale um die Deutsche Meisterschaft. Ohne ihr Mitwirken gewann ihre Mannschaft das am 30. Juni 1985 im Duisburger Stadion an der Westender Straße mit 1:0 gegen den FC Bayern München gewonnene Finale.
Am 8. Mai 1983 wirkte sie im Frankfurter Stadion am Bornheimer Hang im Finalspiel um den Vereinspokal gegen den FSV Frankfurt mit, den sie mit ihrer Mannschaft mit dem 3:0-Sieg auch gewann. Ohne ihre Beteiligung fand das erneute Pokalfinale am 26. Mai 1985 – erstmals als Vorspiel zum Männerfinale und im Olympiastadion Berlin – statt. Diesmal gewann der FSV Frankfurt – wenn auch erst im Elfmeterschießen – mit 4:3 den Pokal.
Ihr letztes Finale bestritt sie am 26. Juni 1988 in Bergisch Gladbach gegen die SSG 09 Bergisch Gladbach, das erst im Elfmeterschießen mit 4:5 verloren wurde.

## Erfolge
- Deutscher Meister 1985, -Finalist 1980
- DFB-Pokal-Sieger 1983, -Finalist 1985, 1988